# Primavera en la Plaza de París
Primavera en la Plaza de París es una obra de teatro de Víctor Ruiz Iriarte estrenada en 1968. Se trata de la continuación de la pieza del mismo autor La muchacha del sombrerito rosa, estrenada un año antes.

## Argumento
El exiliado Esteban Lafuente regresa a España después de casi treinta años y tras reconociliarse con su esposa, Leonor, se reencuentra con un viejo amigo, que había luchado, durante la guerra, en el bando contrario. El interés que los une es la preocupación común por la hija y el hijo de uno y otro que, enamorados, se han fugado juntos.

## Representaciones destacadas
- Teatro (Estreno, Teatro Arlequín de Madrid, 1 de febrero de 1968). Dirección: Enrique Diosdado. Intérpretes: Amelia de la Torre (Leonor),  Gabriel Llopart (Esteban), Lola Losada, Gloria Muñoz, Joaquín Roa, Alberto Bové, Juan Diego.
- Televisión (Estudio 1, TVE, 5 de enero de 1973). Dirección: Cayetano Luca de Tena. Intérpretes: Luisa Sala (Leonor), Ismael Merlo (Esteban), Lola Losada, Luis Varela, José María Escuer, Alicia Sáinz de la Mata, Mercedes Lezcano, Joaquín Roa.